# 2RPH
2RPH (acrónimo en inglés de Radio for the Print Handicapped) es una emisora de radio australiana localizada en Sídney para todo el país. La cadena es una emisora perteneciente al grupo RPH Network dirigida a aquellas personas con dificultades para leer, ya sea por ceguera o dislexia.

## Historia
En 1983 se fundó la organización 2RPH ante la necesidad de disponer de un servicio de radiolectura para las personas invidentes que querían tener acceso a la información de la prensa. Dicha organización fue establecida como una fundación benéfica comunitaria. La primera emisión empezó el 18 de abril de 1983.
La primera señal de la frecuencia era de 1629 kHz, sin embargo la recepción era demasiado débil para que llegara hasta los receptores. Tiempo después se fueron solucionando los problemas de emisión al trasladar la frecuencia a una banda local de 1539 kHz y en 1993, el Gobierno de Australia facilitó la retransmisión mediante la emisora 2WS. Con estas medidas y una señal fuerte, la cadena llegó a la mayor parte de Sídney y los barrios periféricos del área metropolitana.

## Programación
La cadena está formada por voluntarios que se encargan de producir y presentar todos los programas, entre los que se incluye la prensa, revistas y otras publicaciones, las cuales son pregrabadas. La mayoría de estos programas son emitidos en varios puntos de Australia.